# Nazionale maschile di pallavolo di Haiti
La nazionale di pallavolo maschile di Haiti è una squadra nordamericana composta dai migliori giocatori di pallavolo di Haiti ed è posta sotto l'egida della Federazione pallavolistica di Haiti.

## Risultati

### Competizioni NORCECA
| 1969 | 5º posto        | Convocazioni |
| 1971 | non qualificata | -            |
| 1973 | 7º posto        | Convocazioni |
| 1975 | 5º posto        | Convocazioni |
| 1977 | 6º posto        | Convocazioni |
| 1979 | 6º posto        | Convocazioni |
| 1981 | 9º posto        | Convocazioni |
| 1983 | non qualificata | -            |
| 1985 | 8º posto        | Convocazioni |
| 1987 | non qualificata | -            |
| 1989 | 9º posto        | Convocazioni |
| 1991 | 8º posto        | Convocazioni |
| 1993 | non qualificata | -            |
| 1995 | 7º posto        | Convocazioni |
| 1997 | non qualificata | -            |
| 1999 | non qualificata | -            |
| 2001 | non qualificata | -            |
| 2003 | non qualificata | -            |
| 2005 | non qualificata | -            |
| 2007 | non qualificata | -            |
| 2009 | non qualificata | -            |
| 2011 | non qualificata | -            |
| 2013 | non qualificata | -            |
| 2015 | non qualificata | -            |
| 2017 | non qualificata | -            |
| 2019 | non qualificata | -            |
| 2021 | non qualificata | -            |
| 2023 | non qualificata | -            |

### Competizioni zonali
| 1955 | non qualificata | -            |
| 1959 | 9º posto        | Convocazioni |
| 1963 | non qualificata | -            |
| 1967 | non qualificata | -            |
| 1971 | 8º posto        | Convocazioni |
| 1975 | non qualificata | -            |
| 1979 | non qualificata | -            |
| 1983 | non qualificata | -            |
| 1987 | non qualificata | -            |
| 1991 | non qualificata | -            |
| 1995 | non qualificata | -            |
| 1999 | non qualificata | -            |
| 2003 | non qualificata | -            |
| 2007 | non qualificata | -            |
| 2011 | non qualificata | -            |
| 2015 | non qualificata | -            |
| 2019 | non qualificata | -            |
| 2023 | non qualificata | -            |